# 宇佐野瞳
宇佐野 瞳（うさの ひとみ、1989年5月21日 - ）は、日本の元AV女優、元着エロアイドル。
身長：157cm。スリーサイズ：B85・W58・H87cm。

## 略歴・人物
2009年、第2回SODシンデレラオーディションにエントリーし最終選考まで残る
2011年、「OFA☆21」3期生オーディションに合格しメンバーになる。
2012年、FLASHでのAV女優へのアンケートで、スーパーマーケットでのバイトをAV女優とかけもちしていると答えている。
2013年3月頃に公式ブログ上で引退と改名を発表し、公式ブログと公式Twitterのアカウントが削除される。2013年5月現在は「星見あい」と名前を変えフリーで地下アイドルとして活動中の模様。

## 出演作品

### アダルトビデオ
2010年
- 女子校生とにかくお尻だけの2時間（2010年6月18日、映天）
- 勃起したチ○ポ50本を現役アイドルに見せつけて擦り付けちゃいました!!2（12月23日、SODクリエイト）共演:栗原華恋、堀北真樹

2011年
- 文化系部活少女 写真部員 ひとみ（8月26日、ラマ）
- A○B候補生強制オ○ンコ営業（9月23日、サムシング）

2012年
- 女空手金玉破壊（2月9日、ミストレスランド）共演：朝日りか、小倉もも

### オリジナルビデオ
- ミッシング44（2010年11月3日、アルバトロス、監督:越坂康史） - 主演:ミホ 役
- ミッシング44　ザ・ファイナルステージ（2010年12月3日、アルバトロス、監督:越坂康史） - 主演:ミホ 役
- ミッシング55（2011年9月2日、アルバトロス）
- ミッシング55 ファイナル・ブレイク（2011年10月5日、アルバトロス）
- 脱衣麻雀バトルロワイアル（2011年11月2日、アルバトロス）

### イメージビデオ
1. ギリグラ!! 桃色領域/宇佐野瞳（2009年8月13日、グラッツコーポレーション）
2. ゲキ着! IDOL 宇佐野瞳（2009年10月8日、グラマラスキャンディ）
3. ゴールドラッシュ 宇佐野瞳（2010年2月1日、ABC/妄想族）R-18
4. 二次卒 Brainwash-disc 2nd D Graduation/宇佐野瞳（2010年2月20日、INTEC.Inc）
5. SEE-THROUGH/宇佐野瞳（2010年3月20日、レイフル）R-18
6. モウムリ! もう…無理/宇佐野瞳（2010年4月1日、グラッツコーポレーション）
7. 汚されたアイドル 宇佐野瞳（2010年5月25日、コンセント）R-18
8. SEE-THROUGH vol.2/宇佐野瞳（2010年6月26日、レイフル）R-18
9. B＆W -ブラック＆ホワイト- 宇佐野瞳（2010年9月20日、オルスタックピクチャーズ、監督:越坂康史）
10. Hot Shot 宇佐野瞳（2010年12月17日、心交社）
11. 美少女パイパン倶楽部 瞳（2011年5月27日、I.B.WORKS）R-18

共演
1. キラメキTeen's Girl（2010年9月7日、テクニカル・スタッフ）

### 電子書籍
- セーラー服の天使達Angelic Sailor-Girls・宇佐野瞳（2011年、T-BOOKS）

### 舞台
- 劇団ZENROCK 第4回全力公演「地上600メートルの足元」（2012年8月8日-12日、劇場MOMO）
- アフリカ座VIVID COLOR vol.5「メティス～Metis～」（2012年9月8日-11日、TACCS1179）
- 乱痴気STARTER 乱痴気08「「電脳戦士 仮面サイバー」（2012年10月12日-14日、阿佐谷シアターシャイン）
- 学校に原発ができる日（2013年2月20日-24日、pit北/区域）
- VIVID COLOR vol.6「Pink Punk Pamper～ピンクパンクパンパー～」（2013年2月27日-3月3日、劇場MOMO）